# Сокол (Львовская область)
Сокол (укр. Сокіл) — село в Каменка-Бугской городской общине Львовского района Львовской области Украины.
Население по переписи 2001 года составляло 576 человек. Занимает площадь 1,96 км². Почтовый индекс — 80424. Телефонный код — 3254.